# فايا (فلم)
فايا (بالإنجليزية: Vaya) هُو فيلم دراما جنوب أفريقي صدر سنة 2016 وأخرجه أكين أوموتوسو. عُرض الفيلم ضمن قسم السينما العالمية المعاصرة في دورة 2016 من مهرجان تورونتو السينمائي الدولي.

## طاقم التمثيل
- فوثي ناكيني في دور باتريشيا.
- وارن ماسيمولا في دور خولاني.
- أزويل شامان ماديبا في دور زودوا.
- نوموند مبوسي في دور ثوبيكا.
- هارييت ماناميلا في دور غرايس.
- سيهل خابا في دور نهلانهلا
- زيمخيثا نيوكا في دور زانيلي.
- سيبوسيزو مسيمانغ في دور نكولو.

## روابط خارجية
مقالات تستعمل روابط فنية بلا صلة مع ويكي بيانات